# Bis aufs Blut – Brüder auf Bewährung
Bis aufs Blut – Brüder auf Bewährung ist ein deutscher Spielfilm von Oliver Kienle. In dem Jugenddrama über Freundschaft und Hip-Hop als Lebensgefühl spielen Jacob Matschenz und Burak Yiğit die Hauptrollen, Rapper Manuellsen hat seinen ersten Filmauftritt. Oliver Kienles Drehbuch wurde mit dem Baden-Württembergischen Drehbuchpreis ausgezeichnet. Die Premiere fand am 21. Januar 2010 im Rahmen des Filmfestivals Max Ophüls Preis statt, wo der Film mehrere Preise gewann. Am 23. September 2010 war der Kinostart in Deutschland.

## Handlung
Die Würzburger Heranwachsenden Tommy und Sule sind beste Freunde, die auch in der Gefahr füreinander einstehen. In die geraten sie immer wieder durch ihre Drogengeschäfte. Tommy wird beim Dealen von der Polizei erwischt und muss ins Gefängnis, wo er von seinen Mitgefangenen misshandelt wird. Nach seiner Entlassung auf Bewährung schwört er sich, von den Drogen Abstand zu nehmen. Doch Sule zieht ihn in einen neuen Deal hinein, um das Geld für eine eigene Tuning-Werkstatt zu verdienen. Erst nach einem weiteren Gefängnisaufenthalt kann Tommy sich von Sule lösen und wieder an seinem Schulabschluss arbeiten.

## Hintergrund
Produziert wurde der Film von der CP Medien AG in Koproduktion mit dem Südwestrundfunk (Debüt im Dritten, Redaktion: Stefanie Groß) und der Filmakademie Baden-Württemberg. Bis aufs Blut – Brüder auf Bewährung ist der Diplom-Abschlussfilm von Oliver Kienle (Regie), Verena Monssen und Jonathan Hild (Filmproduktion), Moritz Reinecke (Kamera) und Patrick Eppler (Schnitt) an der Filmakademie Baden-Württemberg. Die Dreharbeiten fanden von Mitte April bis Ende Mai 2009 in Würzburg und Umgebung statt.

## Auszeichnungen

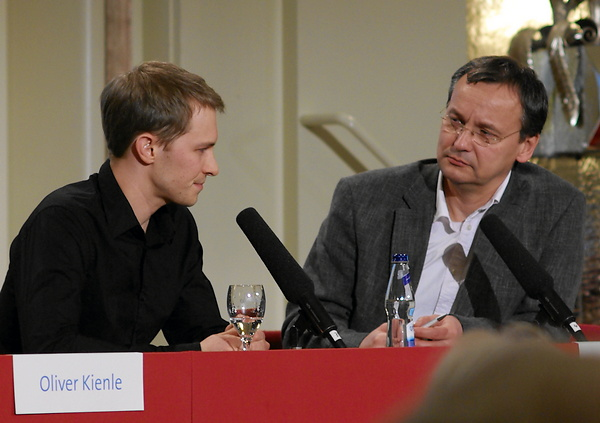
Oliver Kienle (links) und Moderator Knut Elstermann bei der Vorstellung des Films im Wettbewerb um den MFG-Star Baden-Baden 2010

- 2009: Thomas Strittmatter Drehbuchpreis der MFG Filmförderung Baden-Württemberg.[4]
- 2010: Beim Filmfestival Max Ophüls Preis gewann der Film den Publikumspreis, den Preis der Schülerjury und eine Verleihförderung von 9.000 Euro. Laut Jury ist Bis aufs Blut ein „kraftvoller, linearer Film, der immer nach vorne geht, dynamisch, jung, verspielt und unterhaltsam.“[5]
- 2010: Studio Hamburg Nachwuchspreis (Regie) an Oliver Kienle
- 2010: Deutscher Kamerapreis, Kategorie Kinospielfilm – Bester Schnitt an Patrick Eppler
- 2010: EZetera Filmpreis beim Internationalen Filmfest Emden-Norderney an Jacob Matschenz und Burak Yiğit
- 2010: First Steps in der Kategorie abendfüllender Spielfilm
- 2010: MFG-Star Baden-Baden
- 2011: Aufnahme in die Vorauswahl zum Deutschen Filmpreis
- 2011: Bayerischer Filmpreis 2010 in der Kategorie Nachwuchsdarsteller an Jacob Matschenz und Burak Yiğit